# Поладаанткари
Поладаанткари (груз. ფოლადაანთკარი) — село в Грузии, на территории Гардабанского муниципалитета края (мхаре) Квемо-Картли.

## География
Село находится в юго-восточной части Грузии, к востоку от реки Куры, на расстоянии приблизительно 18 километров (по прямой) к северо-западу от города Гардабани, административного центра муниципалитета. Абсолютная высота — 384 метра над уровнем моря.

## Население
По результатам официальной переписи населения 2014 года в Поладаанткари проживало 694 человека (353 мужчины и 341 женщина). В национальной структуре населения грузины составляли 94,9 %, армяне — 3,7 %.